# 東京都台東区立台東病院
東京都台東区立台東病院（とうきょうとたいとうくりつたいとうびょういん）は、東京都台東区千束三丁目にある医療機関。台東区が開設し、指定管理者制度により公益社団法人地域医療振興協会が管理している病院である。東京23区では初の区立病院である。

## 沿革
東京都立台東病院の廃止後、設置が計画された。当初は財団法人東京都保健医療公社による運営を想定していた。東京都台東区立病院条例（平成20年12月17日条例第52号）第2条第1項により、病院名は東京都台東区立台東病院となっている。

## 年表
- 2004年3月31日 - 東京都立台東病院廃止
- 2009年4月1日 - 東京都台東区立台東病院が開設される。

## 診療科
- 総合診療科（内科・外科）
- 整形外科
- リハビリテーション科
- 眼科
- 耳鼻咽喉科
- 皮膚科
- 泌尿器科

## 施設指定等
- 保険医療機関
- 労災保険指定医療機関
- 身体障害者福祉法指定医の配置されている医療機関
- 生活保護法指定医療機関
- 原子爆弾被害者一般疾病医療取扱医療機関
- 公害医療機関
- 救急告示医療機関

## 交通アクセス
- 東京メトロ日比谷線入谷駅・三ノ輪駅下車徒歩10分
- 都バス都08系統・草43系統・草63系統竜泉または千束下車徒歩5分
- 台東区循環バスめぐりん「北めぐりん」で台東病院下車